# Verdens ende (Tjøme)
 For alternative betydninger, se Verdens ende. (Se også artikler, som begynder med Verdens ende)
Verdens ende er navnet på sydspidsen af øen Tjøme i Færder kommune i Vestfold og Telemark fylke i Norge, 26 km syd for Tønsberg. Mod vest ligger mundingen af Tønsbergfjorden og i syd ligger Skagerrak. Fra roches moutonnéesene (gletsjerslebne afrundede klipper) på Verdens ende er der udsigt mod havet og den yderste del af skærgården i Vestfold med Færder fyr som det mest markante landemærke yderst i Oslofjorden. Skærgården ud for Verdens ende er en del af Færder nationalpark.
Stedet blev etableret som et udflugtssted i 1930'erne. Informationscentret for nationalparken på Verdens ende åbnede i 2015.

## Historie
Helgerødtangen der var stedets gamle navn, var knyttet til Tjømes sydligste landbrug, Helgerød. Tidligere var stedet udkigspunkt for lodser på jagt efter sejlbåde.
Verdens ende er et stednavn som opstod i begyndelsen af 1900-tallet, først blandt sommergæsterne som besøgte stedet. Navnet er direkte knyttet til turisttrafikken og det man i dag kalder branding. Gamle tjømlinger havde et helt andet perspektiv på verden. De var søfolk og hvalfangere, og var, i 1800- og 1900-tallet, kendt med farvande og havnebyer over hele kloden. Det var på ingen måde her på de glatslebne klipper verden sluttede; det var nærmere her den begyndte.
Breve og postkort der blev postet på Verdens ende fik tidligere deres eget stempel.
Det karakteristiske vippefyr med kurv til et kulbål ble bygget sammen med en restaurant som turistattraktioner på stedet i 1934, få år efter at Vrengen bro åbnede for trafik i 1932. Der fandtes også et saltvandsakvarium med fisk og sæler. Det blev drevet fra 1935 til 1974. Grundmuren er nu grillplads.
Lige øst for Verdens ende ligger det tidligere Grepan kystpensionat som åbnede i 1919. Moleanlægget i Grepanbugten ved Verdens ende blev påbegyndt i 1950.

## Fritidsområde og attraktioner
Verdens ende er et værnet friområde på cirka 25 hektar. Stedet er et populært udflugtssted med smuk natur, runde klipper og småholme, fiskepladser, gode bademuligheter og flot udsigt over havet. Den lange stenmolen danner beskyttelse mod vejr og vind for en af Tjømes største lystbådehavne. Her ligger også flere fiskebåde.
Skulpturen «Sjømannshustruen» af billedhuggeren Nina Nesje blev rejst i 2004.
Grænsen for Færder nationalpark, et område på 340 km² som blev oprettet i 2013, går gennem Verdens ende lige syd for bebyggelsen og havnen. Færder nationalparkcenter blev bygget hvor den tidligere restaurant lå, og blev åbnet af dronning Sonja i juni 2015. Friluftsområdet Moutmarka lige nordvest for Verdens ende indgår også i nationalparken.

## Galleri
- Vippefyret og den gamle restaurant på Verdens ende set fra syd mod nord
- Lille bro ud over klipperne ved Verdens ende.
- Vandrere på svaberge ved Verdens ende.
- Fra Verdens ende er der udsigt over ydre del af Oslofjorden og Færder fyr (her fotograferet fra nord)
Foto: 2008